# Galactites tomentosus
Galactites tomentosus, возможное русскоязычное название галактитес опушенный или галактитес войлочный (в ботанических авторитетных источниках упоминание растения не встречается), — вид рода Galactites семейства Астровые, или Сложноцветные (Asteraceae), произрастающий в южной Европе и Северной Африке. Распространенное в средиземноморском регионе сорное растение.

## Название
Научное латинское родовое название Galactites образовано от корня др.-греч. γάλα (gála — «молоко» или «латекс») и суффикса др.-греч. -ίτης (-ítēs), используемого для образования существительных мужского рода и дано по окраске листьев, имеющих молочно-белые центральные жилки и зачастую дополнительные беловатые штрихи по листовой пластинке . Русскоязычное название не определено, так как описание этого ботанического рода в авторитетных источниках не встречается.
Научный видовой эпитет tomentosus заимствован из латыни и означает «имеющий массу жестких волосков». В ботанической традиции используется перевод «опушенный» или «войлочный», однако полноценное русскоязычное название вида не определено, так как описание этого таксона в авторитетных источниках не встречается.

## Ботаническое описание[6]
Густо опушённые белыми волосками однолетние травы. Стебли (8-)15-100 см.
Листья беложильчатые или пёстрые с верхней (адаксиальной) стороны, белоопушенные с нижней (абаксиальной). Прикорневые розеточные листья обратноланцетовидные, пильчатые, с выраженными черешками, быстро отмирают. Верхушечные листья 4-18 х 1-8 см, перистые с долями до 50 % ширины листа, редко — цельные, сидячие и обхватывающие, шипы 1.5-6(-8) мм длиной.
Корзинки поникающие, одиночные или в кистевидных щитках.
Обёртка яйцевидная, 10-15 мм, с паутинистым опушением. Чешуйки обёртки с зеленоватыми шипами 5-10 х 0.3-0.5 мм.
Семянки 3-5 х 1-1,5 мм, желтоватые. Хохолок в 3-4 раза длиннее семянки.
Хромосомное число 2n=22.
Основное отличие от близкородственного вида G. duriaei в более коротких зеленоватых шипах на листьях и чешуйках обертки, у G. duriaei они желтые и в два раза длиннее, 6-15 мм на листьях, 10-25 мм на чешуйках.

## Экология и распространение
Природный ареал охватывает средиземноморские регионы и юго-западную Европу, северо-западную Африку, следующие страны и территории — Албания, Алжир, Азорские, Балеарские, Канарские острова, Франция, Греция, Италия, Крит, Мадейра, Марокко, Португалия, Сардиния, Сицилия, Испания, Тунис, Югославия. Представители рода интродуцированы в Германии и Великобритании.

## Классификация

### Таксономическое положение[1]
Galactites tomentosus Moench, 1794, Methodus : 558
Вид Galactites tomentosus относится к роду Galactites семейства Астровые (Asteraceae) порядка Астроцветные (Asterales). Кладограмма в соответствии с Системой APG IV:
|  |                                      |  |                                   |                                   |                    |  | ещё 11 семейств | ещё 11 семейств |                       |  |  |  | еще 3 подтвержденных вида и 6 таксонов, ожидающих подтверждения |
|  |                                      |  |                                   |                                   |                    |  | ещё 11 семейств | ещё 11 семейств |                       |  |  |  | еще 3 подтвержденных вида и 6 таксонов, ожидающих подтверждения |
|  |                                      |  |                                   | порядок Астроцветные              |                    |  |                 |                 | род Galactites        |  |  |  |                                                                 |
|  |                                      |  |                                   | порядок Астроцветные              |                    |  |                 |                 | род Galactites        |  |  |  |                                                                 |
|  | отдел Цветковые, или Покрытосеменные |  |                                   |                                   | семейство Астровые |  |                 |                 | Galactites tomentosus |  |  |  |                                                                 |
|  | отдел Цветковые, или Покрытосеменные |  |                                   |                                   | семейство Астровые |  |                 |                 |                       |  |  |  |                                                                 |
|  |                                      |  | ещё 63 порядка цветковых растений | ещё 63 порядка цветковых растений |                    |  |                 | ещё 1895 родов  | ещё 1895 родов        |  |  |  |                                                                 |
|  |                                      |  |                                   | ещё 63 порядка цветковых растений |                    |  |                 |                 | ещё 1895 родов        |  |  |  |                                                                 |